# Comté de Saint Francis
Le comté de Saint Francis est un comté de l'État de l'Arkansas aux États-Unis. Au recensement de 2010, il comptait 28 258 habitants. Son siège est Forrest City.
Ce comté doit son nom à la rivière Saint-Francis qui le traverse.

## Démographie
| 1830  | 1840  | 1850  | 1860  | 1870  | 1880  |
| ----- | ----- | ----- | ----- | ----- | ----- |
| 1 505 | 2 499 | 4 479 | 8 672 | 6 714 | 8 389 |

| 1890   | 1900   | 1910   | 1920   | 1930   | 1940   |
| ------ | ------ | ------ | ------ | ------ | ------ |
| 13 543 | 17 157 | 22 548 | 28 385 | 33 394 | 36 043 |

| 1950   | 1960   | 1970   | 1980   | 1990   | 2000   |
| ------ | ------ | ------ | ------ | ------ | ------ |
| 36 841 | 33 303 | 30 799 | 30 858 | 28 497 | 29 329 |

| 2010   | - | - | - | - | - |
| ------ | - | - | - | - | - |
| 28 258 | - | - | - | - | - |